# Baltic Princess
Il Baltic Princess è un traghetto appartenente alla compagnia di navigazione Tallink ed in servizio per la controllata Silja Line.

## Servizio
Varato e battezzato il 6 marzo 2008 nel cantiere navale Aker Yards di Helsinki con il nome di Baltic Princess e consegnato il 10 luglio successivo alla Tallink, prende servizio cinque giorni dopo nei collegamenti tra Helsinki e Tallinn.
Il 31 ottobre 2008, durante la sosta ad Helsinki, viene speronato dal Superfast VII a causa delle condizioni meteo avverse.

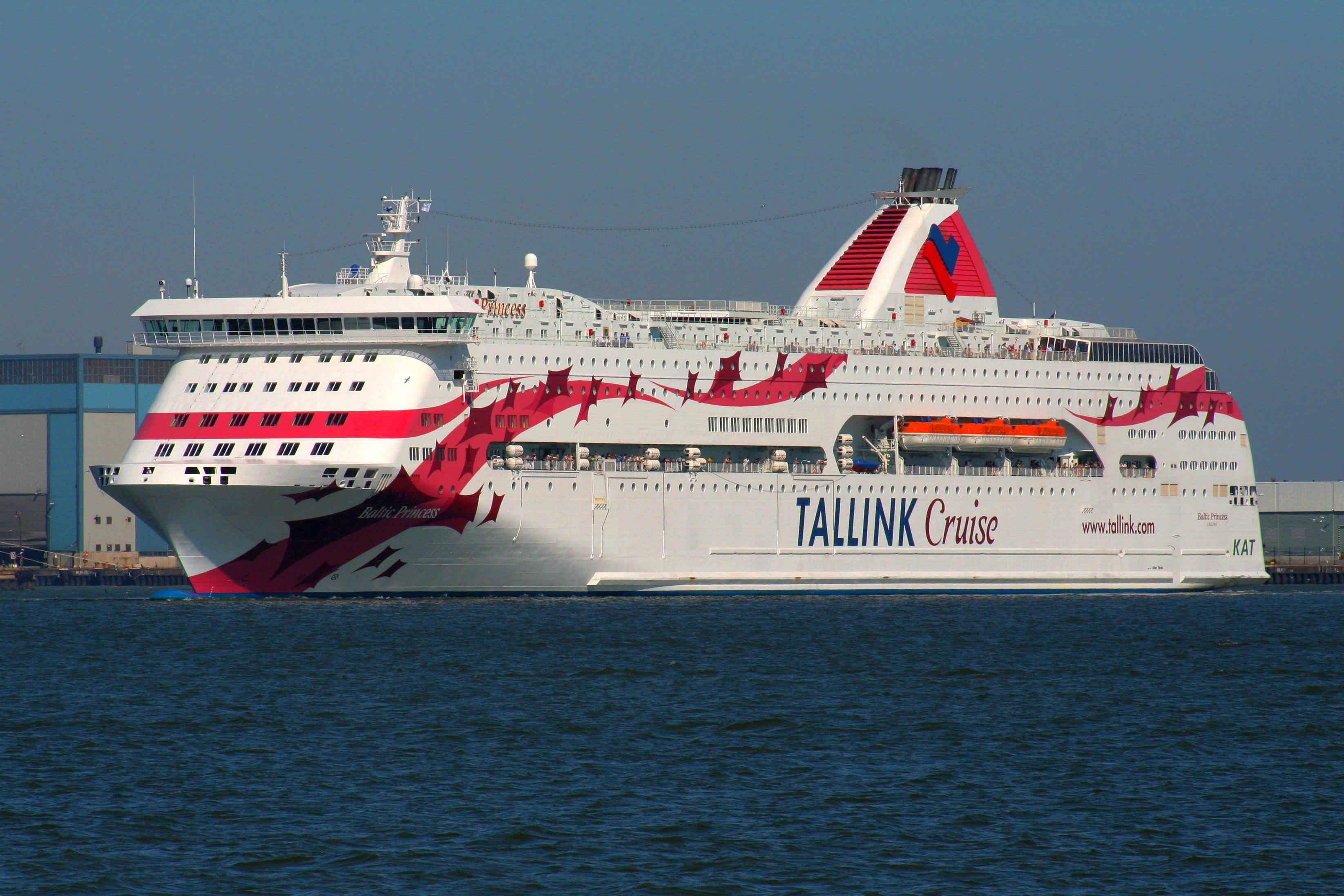
Il Baltic Princess ad Helsinki nel 2010.

Il 1º febbraio 2013 viene trasferito sotto le insegne della Silja Line e prende servizio nei collegamenti tra Turku, Långnäs, Mariehamn e Stoccolma.
Il 19 marzo 2020 viene trasferito nei collegamenti tra Turku e Kappelskär e dal 23 marzo si aggiunge lo scalo a Långnäs.

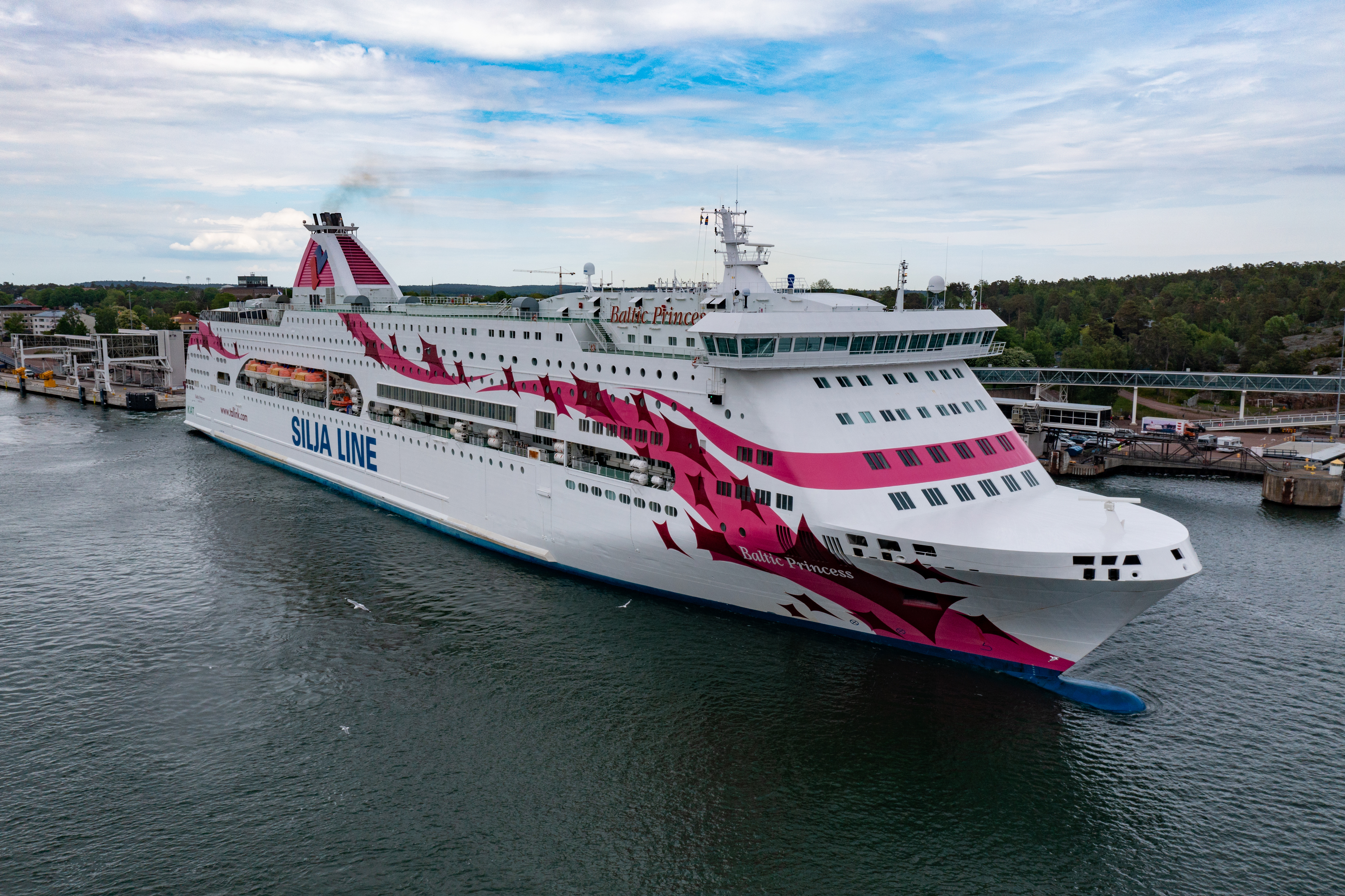
Il Baltic Princess a Mariehamn nel 2022.

Il 28 maggio 2020 torna in servizio nei collegamenti tra Turku, Långnäs, Mariehamn e Stoccolma.
Il 12 settembre 2022 prende servizio nei collegamenti tra Turku, Långnäs e Kappelskär.
Il 22 maggio 2023 torna in servizio nei collegamenti tra Turku, Långnäs, Mariehamn e Stoccolma.

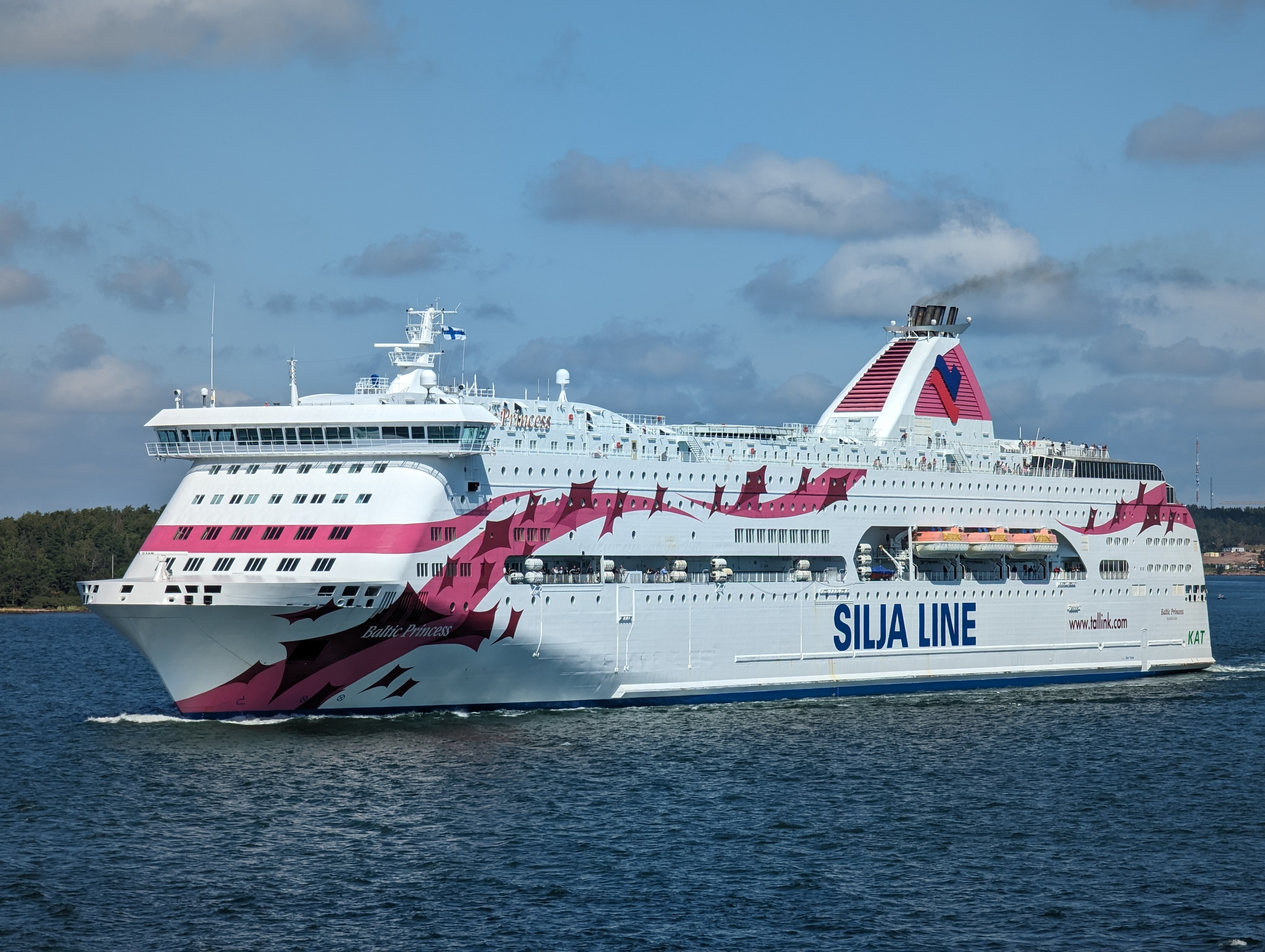
Il Baltic Princess in navigazione nel 2023.

Il 21 agosto 2023 viene trasferito di nuovo nei collegamenti tra Turku, Långnäs e Kappelskär.
Il 27 aprile 2024, durante la navigazione verso Turku, un passeggero accusa un malore a bordo del traghetto e viene soccorso dall'elisoccorso.
Il 2 giugno 2024 torna in servizio nei collegamenti tra Turku, Långnäs, Mariehamn e Stoccolma, dove opera tutt'oggi.

## Navi gemelle
- Galaxy I
- Baltic Queen